# Заслуженный работник сельского хозяйства СССР
Заслуженный работник сельского хозяйства СССР — почётное звание, присваиваемое работникам колхозов, совхозов и других сельскохозяйственных предприятий, организаций и учреждений за большой вклад в развитие сельскохозяйственного производства и проработавшим в сельским хозяйстве не менее 20 лет.
Присваивался Президиумом Верховного Совета СССР по представлению Министерства сельского хозяйства СССР, других министерств, государственных комитетов и ведомств СССР, в ведении которых находились сельскохозяйственные предприятия, организации и учреждения. Лицам, удостоенным звания «Заслуженный работник сельского хозяйства СССР», вручалась грамота Президиума Верховного Совета СССР и нагрудный знак установленного образца, носимый на правой стороне груди, над орденами СССР (при их наличии).

## История
- Установлено Указом Президиума Верховного Совета СССР от 31 мая 1982 года N 7222-X;
- Подтверждено Указом Президиума Верховного Совета СССР от 22 августа 1988 года;
- 30 декабря 1995 года Указом Президента Российской Федерации установлено почётное звание Заслуженный работник сельского хозяйства Российской Федерации

## Лауреаты звания (список неполный)
1. Мальцев, Терентий Семёнович (1983) — руководитель Шадринской опытной станции Курганской области.
2. Расизаде, Шамиль Алиевич (1983) — заместитель председателя Совета министров Азербайджанской ССР по вопросам сельского хозяйства.
3. Штепо, Виктор Иванович (1986) — генеральный директор объединения «Волго-Дон» (пос. Береславка Калачевского района Волгоградской области).
4. Будвитис, Антанас Йокубович (19.12.1988) — директор Литовского научно-исследовательского института земледелия.
5. Рычин, Евгений Сергеевич (1988) — генеральный директор агропромышленного комбината «Москва»
6. Походня, Григорий Семёнович (7.9.1990) — заместитель председателя колхоза имени Фрунзе Белгородского района Белгородской области. 
7. Айтасов, Мусир Иманкулович (23.4.1991) — директор племсовхоза "Лбищенский" Чапаевского района Уральской области.
8. Зиневич, Сергей Алексеевич (23.4.1991) — бригадир совхоза "Октябрьский" Октябрьского района Тургайской области.
9. Каттабеков, Сырбек (23.4.1991) — директор совхоза "Казахстан" Чардаринского района Чимкентской области.
10. Недвецкий, Эдвард Францевич (23.4.1991) — механизатор совхоза имени С.М. Кирова Красноармейского района Кокчетавской области.
11. Сафин, Хайдар Сафинович (30.4.1991) — директор Бугульминского ремонтно-технического предприятия "Бугульмаремтехпред" Татарской АССР. 
12. Курманалиев, Токтоназар (7.5.1991) — старший чабан колхоза "Бейшеке" Ленинпольского района Таласской области.
13. Орозалиев, Идрис (7.5.1991) — старший чабан госплемконезавода N 113 Таласского района Таласской области.
14. Таабалдиев, Молдоаалы (7.5.1991) — старший чабан госплемконезавода N 53 Тянь-Шаньского района Нарынской области.
15. Толобаев, Амиракул (7.5.1991) — старший чабан совхоза "Торт-Гуль" Баткенского района Ошской области.
16. Юнусов, Алимжан (7.5.1991) — председатель колхоза "Коммунизм" Сузакского района Джалал-Абадской области.
17. Путилов, Михаил Алексеевич (1.7.1991) — председатель колхоза "Россия" Пермского района Пермской области
18. Луповка, Надежда Ивановна (7.8.1991) — доярка госплемзавода "Славное" Раздольненского района.
19. Тарасенко, Георгий Максимович (7.8.1991) — директор совхоза-завода "Изумрудный" Джанкойского района.
20. Осаволюк, Анна Николаевна (12.8.1991) — оператор машинного доения колхоза имени Петровского Красиловского района Хмельницкой области.
21. Шлифер, Леонид Иосифович (12.8.1991) — председатель колхоза "Заря коммунизма" Новоархангельского района Кировоградской области.
22. Кушнарев, Сергей Алексеевич (17.10.1991) — директор совхоза "Заречье" Одинцовского района Московской области
23. Рахманин, Павел Петрович (25.10.1991) — заместитель Главного государственного ветеринарного инспектора СССР
24. Шигапов, Ахмед Файзуллович (20.12.1991) — директор совхоза "Тепличный" Сосновского района Челябинской области